# (9789) 1995 GO7
1995 جي أو 7 (ويعرف أيضًا باسم (9789) 1995 جي أو 7 وفق تسمية الكوكب الصغير) (بالإنجليزية: 1995 GO7)‏ هو كويكب ضمن حزام الكويكبات؛ وترتيبه 9789 من حيث الاكتشاف.
اكتُشف هذا الجُرم الفلكي بواسطة هيروشي كانيدا في 4 أبريل 1995.

## وصلات خارجية
- (9789) 1995 GO7 في قاعدة بيانات مختبر الدفع النفاث لأجرام النظام الشمسي الصغيرة

- الاكتشاف · مخطط المدار ·  العناصر المدارية · المعلمات المادية

- (9789) 1995 GO7 على موقع ويكي سكاي: DSS2, SDSS, GALEX, IRAS, Hydrogen α, X-Ray, Astrophoto, Sky Map, Articles and images